# Birsinghpur
Birsinghpur (o Pali) è una suddivisione dell'India, classificata come nagar panchayat, di 12.334 abitanti, situata nel distretto di Satna, nello stato federato del Madhya Pradesh. In base al numero di abitanti la città rientra nella classe IV (da 10.000 a 19.999 persone).

## Geografia fisica
La città è situata a 23° 21' 0 N e 81° 2' 60 E e ha un'altitudine di 449 m s.l.m..

## Società

### Evoluzione demografica
Al censimento del 2001 la popolazione di Birsinghpur assommava a 12.334 persone, delle quali 6.478 maschi e 5.856 femmine. I bambini di età inferiore o uguale ai sei anni assommavano a 2.247, dei quali 1.162 maschi e 1.085 femmine. Infine, coloro che erano in grado di saper almeno leggere e scrivere erano 6.909, dei quali 4.372 maschi e 2.537 femmine.